# Osmia viridana
Osmia viridana là một loài Hymenoptera trong họ Megachilidae. Loài này được Morawitz mô tả khoa học năm 1874.